# Shuangbai
Der Kreis Shuangbai (chinesisch 双柏县, Pinyin Shuāngbǎi Xiàn) ist ein Kreis des Autonomen Bezirks Chuxiong der Yi in der chinesischen Provinz Yunnan. Er hat eine Fläche von 3.887 km² und zählt 133.884 Einwohner (Stand: Zensus 2020). Sein Hauptort ist die Großgemeinde Tuodian (妥甸镇).

## Administrative Gliederung
Auf Gemeindeebene setzt sich der Kreis aus drei Großgemeinden und fünf Gemeinden zusammen. Diese sind:
- Großgemeinde Tuodian 妥甸镇
- Großgemeinde Damaidi 大麦地镇
- Großgemeinde Fabiao 法脿镇

- Gemeinde Dazhuang 大庄乡
- Gemeinde Ejia 鄂嘉乡
- Gemeinde Anlongbao 安龙堡乡
- Gemeinde Ainishan 爱尼山乡
- Gemeinde Dutian 独田乡